# Thuidium peruvianum
Thuidium peruvianum är en bladmossart som beskrevs av Mitten 1869. Thuidium peruvianum ingår i släktet tujamossor, och familjen Thuidiaceae. Inga underarter finns listade i Catalogue of Life.